# Chaetarcturus bovinus
Chaetarcturus bovinus is een pissebed uit de familie Antarcturidae. De wetenschappelijke naam van de soort is voor het eerst geldig gepubliceerd in 1988 door Brandt & Wägele.